# Nicolas Caussin
Nicolas Caussin (Troyes, 1583-París, 2 de julio de 1651) fue un religioso y teólogo francés. 
Miembro de la compañía de Jesús desde 1609, en 1637 fue aupado por el cardenal Richelieu al puesto de confesor del rey Luis XIII. Caído en desgracia poco después por causas desconocidas, fue desterrado a Quimper, en Bretaña, donde permaneció hasta 1643, cuando a la muerte de Richelieu regresó a París.
Dejó escritas, en francés y latín, varias obras de temática religiosa: 
- De eloquentia sacra et humana parallela (1619);
- Tragœdiae sacrae (1621);
- La journée Chrestienne (1633);
- La Cour saincte (1638);
- Traicté de la conduite spirituelle selon l'esprit de S. Francois de Sales (1643);
- Apologie pour les religieux de la Compagnie de Jésus, à la reine régente (1644);
- Réponse au libelle intitulé La Théologie morale des Jésuites (1644);
- Angelus pacis ad principes christianos (1650).